# Ludovic Orban
Ludovic Orban (Brașov, 25 mei 1963) is een Roemeense politicus van de liberaal-conservatieve partij Forța Dreptei (FD). Tussen november 2019 en december 2020 was hij premier van Roemenië.
Orban is sinds 1992 politiek actief en was het grootste deel van zijn loopbaan (1998–2021) lid van de Nationale Liberale Partij (PNL), waarvan hij tussen 2017 en 2021 partijleider was. Van april 2007 tot december 2008 was hij minister van Transport. Sinds december 2020 heeft Orban als parlementslid zitting in de Roemeense Kamer van Afgevaardigden voor Boekarest, een functie die hij eerder al vervulde van 2008 tot 2016. Tussen december 2020 en oktober 2021 was hij Kamervoorzitter.

## Biografie
Hij werd geboren in Brașov  uit een etnische Hongaarse vader en een etnische Roemeense moeder. Orban voltooide in 1982 het voortgezet onderwijs aan de Andrei Șaguna hogeschool van Brașov. Daarna studeerde hij industriële machinebouwtechnologie aan de Universiteit van Brașov, waar hij afstudeerde in 1988. In 1993 voltooide hij postuniversitaire studies in politicologie aan de Nationale School voor Bestuur en Politicologie van Boekarest. Van 1988 tot 1990 volgde hij een interne opleiding tot ingenieur in een fabriek in Târgu Secuiesc, en hij werkte vervolgens van 1990 tot 1991 als ingenieur in een fabriek in Brașov.   
Van 1991 tot 1992 schreef hij voor het dagblad Viitorul Românesc en van 1992 tot 1997 was hij adviseur voor de Liberale Partij 1993 en zijn voorgangers. Tussen 1997 en 2001 bekleedde hij een aantal overheidsfuncties: bij het Agentschap voor energiebeleid, het Directoraat Gehandicapten, het Departement overheidsinformatie, het nationale bureau voor overheidsfunctionarissen en het nationale centrum voor communicatie en public relations. Hij is sinds juni 2001 ook actief geweest als programmadirecteur van een adoptie stichting met de naam "Copiii Speranta Lumii (Kinderen, het licht van de wereld) en heeft advieswerk verricht.
Orban diende als een gemeenteraadslid van Sector 3 van 1992 tot 1996. Hij werd in 1996 verkozen tot gemeenteraadslid in Sector 1, maar nam ontslag. Van 1993 tot 1997 behoorde hij tot het uitvoerend comité van de Liberale Partij 1993 en trad in 1998 toe tot de nationale raad van de PNL, nadat de Liberale partij 1993 hiermee was gefuseerd.    
Van 2001 tot 2002 zat hij in het permanente centrale bureau van de PNL en hij trad in 2002 toe tot de commissie voor openbaar bestuur van de partij. Hij leidde vanaf november 2002 de Boekarestse afdeling van de PNL en was van juli 2004 tot april 2007 plaatsvervangend burgemeester van de hoofdstad. Hij verliet dit ambt na een herschikking van het kabinet en werd minister van Transport in het tweede kabinet van Călin Popescu-Tăriceanu. Hij bekleedde die functie tot het verlies van zijn partij bij de verkiezingen van 2008, waarbij hij zelf een zetel in een kiesdistrict van Boekarest won.
Terwijl hij minister was, was hij ook kandidaat voor het burgemeesterschap van Boekarest tijdens de lokale verkiezingen van 2008; hij verloor in de eerste ronde door op de vierde plaats te eindigen met 11,5% van de stemmen. In maart 2009 werd Orban vice-partijleider van de partij; tegelijkertijd werd zijn bondgenoot Crin Antonescu PNL-partijleider en werd de Tăriceanu-factie op een zijspoor gezet. Hij stelde zich verkiesbaar voor het partijleiderschap in december 2014, maar werd verslagen door Alina Gorghiu met 47 tegen 28 stemmen.
Orban stelde zich wederom kandidaat voor het burgemeesterschap van Boekarest in juni 2016. Twee maanden voor de verkiezingen trok hij zich echter terug uit de race en uit zijn PNL- en kamerposten nadat er door de Nationaal Anticorruptie Directoraat een onderzoek naar hem was ingesteld Hij was geen kandidaat bij de verkiezingen van 2016. In januari 2017 heeft het Hooggerechtshof van Cassatie en Justitie Orban vrijgesproken van de beschuldiging van machtsmisbruik. De maand erop kondigde hij zijn kandidatuur voor het PNL-leiderschap aan. Hij versloeg Cristian Bușoi met een stemverhouding 78- 21.

### Premierschap
In oktober 2019, na de val van de regering van Viorica Dăncilă, wees president Klaus Johannis Orban aan als premier in afwachting van parlementaire goedkeuring. Die kreeg hij op 4 november. De stemming werd geboycot door de PSD en de voorzitters van beide kamers. Enkele partijleden van PSD en PRO Roemenië stemden, tegen de zin van beide partijleiders, voor zijn mandaat.
Het kabinet-Orban viel na slechts drie maanden, maar slaagde er uiteindelijk in een doorstart te maken. Nadat de PNL bij de parlementaire verkiezingen van december 2020 niet als winnaar naar voren kwam, stapte Orban op als premier. Hij werd vervolgens verkozen tot voorzitter van de Kamer van Afgevaardigden met alle leden van PNL, USR en UDMR (die samen de regering gingen vormen) achter zich. PSD stemde voor zijn eigen kandidaat en de nieuwkomer AUR verliet voor de stemming de zaal. Hij stelde zich wederom verkiesbaar als partijleider, maar verloor van toenmalig premier Florin Cîțu. Eind 2021 verliet Orban, samen met een aantal partijgenoten, de PNL en richtte hij een nieuwe liberaal-conservatieve partij op: Forța Dreptei (FD).